# أديان العالم
أديان العالم هو كتاب للمؤرخ الأمريكي هوستن سميث رئيس قسم علم الاديان والفلسفة  في جامعة وشنطن. اعتنق معظم الديانات لفترة ما فكان لديه حب شديده في معرفة الاديان والمقارنة بينهم والخوض فيهم بدون اساءه لاى ديانه. نشر الكتاب لأول مرة في عام 1958 وترجم إلى اثني عشر لغات هو واحد من كتب الدراسية الأكثر استخداما على نطاق واسع في مقارنة الأديان.

## وصلات خارجية
- Huston Smith official website